# Národní fronta osvobození Jižního Vietnamu
Národní fronta osvobození Jižního Vietnamu (vietnamsky Mặt trận dân tộc giải phóng miền Bắc Việt Nam), též známá jako Việt Cộng (česky Vietkong) byla komunisticky a nacionálně orientovaná politická organizace vedoucí během vietnamské války partyzánský i konvenční boj proti vládě Vietnamské republiky. Byla podporována a doplňována zbraněmi i vojenskými odborníky z Vietnamské socialistické republiky, ačkoliv většinu jejích stoupenců tvořili státní příslušníci Vietnamské republiky. Její ozbrojená složka se nazývala Lidové osvobozenecké ozbrojené síly. Američtí vojáci organizaci nazývali V-C nebo Victor Charlie podle hláskovací tabulky NATO, jejím příslušníkům pak říkali Charlie.

## Historie

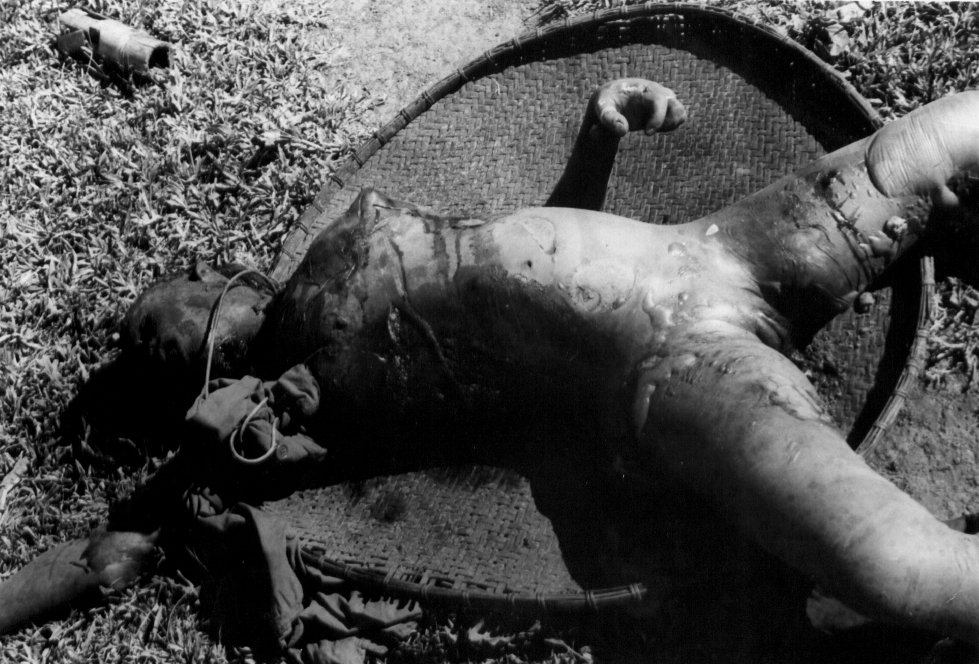
Spálené tělo ženy, jedné z 252 obětí, zavražděných při masakru v Dak Son spáchaného během války ve Vietnamu příslušníky ozbrojených sil Vietkongu

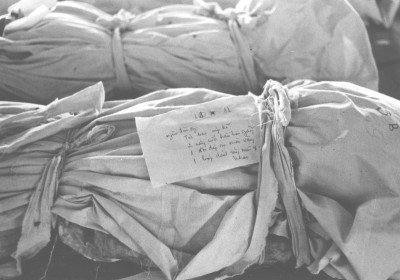
Štítek na zahalených pozůstatcích neidentifikovaných až 6000 obětí, zavražděných při masakru v Hue, spáchaného během války ve Vietnamu příslušníky ozbrojených sil Vietkongu a Vietnamské lidové armády

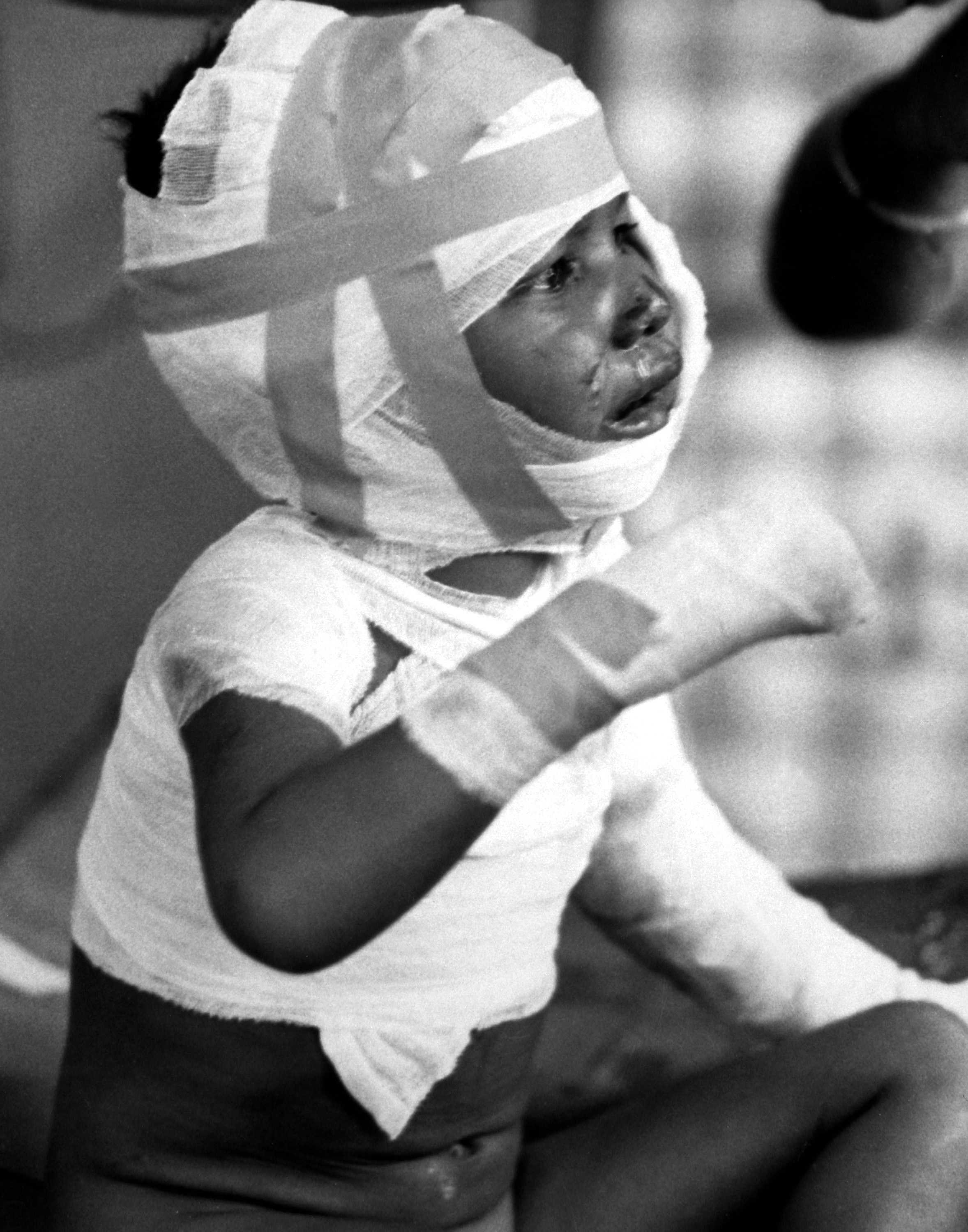
Slzy na tváři tříletého Dieu Do, zasaženého plamenometem Vietkongu, nyní sirotka bez domova

Národní fronta osvobození Jižního Vietnamu vznikla 29. prosince 1960 z rozhodnutí severovietnamské komunistické strany z kádrů Národní fronty osvobození Vietnamu (Việt Minh), a postupně zahájila protivládní vojenské operace s cílem spojení Vietnamu pod nadvládou komunistické Hanoje.
Její ozbrojené síly se členily na lokální jednotky (tzv. vesnické odbojové buňky) a jednotky určené čelit pravidelné armádě (dělené dále na Teritoriální ozbrojené oddíly, operující v menších skupinách a praktikující metody partyzánské války, a Hlavní ozbrojené síly, členěné dle klasické armádní struktury do pluků a divizí), jejichž počet se s postupem doby zvětšoval. Zatímco lokální jednotky (jak vesnické odbojové buňky, tak Teritoriální ozbrojené síly), byly cvičeny na území Jižního Vietnamu, Hlavní ozbrojené síly, ačkoliv z větší části tvořené občany jižního Vietnamu, byly cvičeny na území severního Vietnamu.
8. června 1969 ustavil tzv. Prozatímní revoluční vládu Vietnamské republiky, která byla brzy uznána státy socialistického bloku. Již předtím udržovala Národní fronta osvobození Jižního Vietnamu diplomatické styky se socialistickými státy a od února 1965 i s Francií.
Po takzvaném Velikonočním vpádu jednotek Vietnamské lidové armády na území Vietnamské republiky ustoupily ozbrojené síly Vietkongu na poli vojenských operací zcela do pozadí.
V roce 1975, po pádu Saigonu tato vláda formálně přejala správu země a stala se aktérem sjednocení Vietnamu pod nadvládou komunistického severu, ve skutečnosti byla pouze zástěrkou vlády severního Vietnamu na území Vietnamské republiky.

## Masakry
- Masakr v Hue, Vietkong a jednotky armády Severního Vietnamu povraždily 2800–6000 civilistů, včetně žen, dětí, kojenců a zajatců.[1]
- Masakr v Dak Son, Vietkong srovnal vesnici se zemí a povraždil asi 252 obyvatel, včetně žen a dětí.
- Masakr v Phuoc-vinh, Vietkong usekal hlavy obránců města a nabodal je na zašpičatělé kůly táhnoucí se v dlouhých řadách.[2]